# Casa seu del pantà de Riudecanyes
La Casa seu del pantà de Riudecanyes és un edifici del municipi de Reus (Baix Camp) inclòs en l'Inventari del Patrimoni Arquitectònic de Catalunya.

## Descripció
Situada a la plaça de la Farinera, fa xamfrà amb el carrer de Vallroquetes. La composició general de l'edifici i els seus esgrafiats constitueixen la part més interessant de l'immoble. Cal destacar la Capella de Sant Bernat Calbó, que va donar nom a la plaça durant un temps, en una fornícula que dona (la seva façana) a la plaça.
Consta de baixos i tres plantes més. Hi ha uns grans finestrals a la primera i segona planta en la façana frontal a la plaça. Aquests dos pisos presenten a més, dos balcons, i quatre balcons a la tercera planta. Les obertures per planta al carrer de Vallroquetes són quatre unitats de balcons.
A part d'uns esgrafiats decoratius, hi ha una al·legoria a la funció comercial de la propietat. Hi ha un arbre que en el seu tronc porta la inscripció de "Aqua fons vitae", i està banyat per aigües d'un pantà. De l'arbre surten fruits i a cada costat hi ha uns escuts heràldics, la Rosa de Reus i el de la Societat. Tot aquest grafisme està emmarcat dins d'una orla d'elements vegetals, fulles i flors.
Les baranes dels balcons són únicament unes barres i algun dibuix. Els accessos dels baixos estan aplacats amb pedra, formant certa mamposteria concertada. L'edifici és la seu de la Comunitat de Regants del Pantà de Riudecanyes, que té situades les seves oficines a tot el primer pis, i als altres pisos hi ha habitatges per l'administrador i empleats.